# Masters de tennis féminin 2012
Le Masters de tennis féminin est un tournoi de tennis professionnel féminin. L'édition 2012, classée en catégorie Masters, se dispute à Istanbul du 23 au 28 octobre 2012.
Serena Williams remporte le simple dames. En finale, elle bat Maria Sharapova, décrochant à cette occasion le 46e titre de sa carrière sur le circuit WTA.
L'épreuve de double voit quant à elle s'imposer Maria Kirilenko et Nadia Petrova.

## Faits marquants
- Les Masters de fin de saison se déroulent pour la deuxième fois à Istanbul au Sinan Erdem Dome.
- Sara Errani est engagée dans les deux compétitions : le simple et le double.
- Petra Kvitová, la tenante du titre, déclare forfait pour le reste de la compétition à cause d'une bronchite, après avoir perdu son premier match face à Agnieszka Radwańska. Elle est remplacée par Samantha Stosur.
- Dans son premier match de poule, Victoria Azarenka sauve 2 balles de match face à Angelique Kerber et remporte le match (611-7, 7-62, 6-4 en 3h06).
- Lors de leur troisième et dernier match de poule, Agnieszka Radwańska et Sara Errani disputent le plus long match de l'histoire du Masters (en 3 sets). Agnieszka Radwańska remporte la rencontre sur le score de 66-7, 7-5, 6-4 en 3 heures et 29 minutes et se qualifie ainsi pour les demi-finales.
- On retrouve en demi-finales les 4 premières joueuses mondiales, ce qui est un fait notable puisque rare.
- Serena Williams et Maria Sharapova remportent toutes les deux leurs trois rencontres de poules pour finir à la tête de leur poule respective.
- En atteignant les demi-finales, Victoria Azarenka s'assure de terminer l'année à la première place mondiale.
- Serena Williams remporte le tournoi en dominant la Russe Maria Sharapova en deux manches (6-4, 6-3). Elle remporte son troisième Masters, sans perdre le moindre set, après ceux de 2001 et 2009.

- En double, les Russes Maria Kirilenko/Nadia Petrova parviennent à battre les no 1 mondiales Sara Errani/Roberta Vinci en demi-finale (1-6, 6-3, 10-4). Elles battent en finale les Tchèques Andrea Hlaváčková/Lucie Hradecká, no 2 mondiales (6-1 6-4) afin de s'adjuger le titre, alors qu'elles se sont qualifiées aux Masters in-extremis (lors de la dernière semaine avant la compétition).
- C'est la première fois aux Masters que toutes les équipes participantes sont constituées de deux joueuses d'un même pays (Italie, République Tchèque, États-Unis et Russie).

## Fonctionnement de l'épreuve
L'épreuve se dispute selon les modalités dites du « round robin ». Les huit meilleures joueuses de la saison sont séparées en deux groupes de quatre : un groupe dit « blanc » et l'autre « rouge », correspondant aux couleurs du drapeau turc. S'affrontant toutes entre elles, seules les deux premières joueuses de chacun sont conviées en demi-finale, avant l'ultime confrontation pour le titre.
Le double dames aligne les quatre paires les plus performantes de l'année dans un classique tableau à élimination directe (demi-finales et finale).

### Joueuses
| 1. Victoria Azarenka (1/2 finale) 2. Maria Sharapova (Finale) 3. Serena Williams (Vainqueur) 4. Agnieszka Radwańska (1/2 finale) | 1. Angelique Kerber (Poules) 2. Petra Kvitová (Poules, abandonne à cause d'une bronchite) 3. Sara Errani (Poules) 4. Li Na (Poules) |

Victoria Azarenka commence l'année par une série de victoires. Outre l'Open d'Australie, elle remporte 5 autres tournois : Sydney, Doha, Indian Wells, Pékin et Linz et prend la place de numéro 1 mondiale. Lors des 3 autres Grand Chelem, elle est éliminée en huitièmes de Roland-Garros, en demi-finale à Wimbledon et en finale à l'US Open.

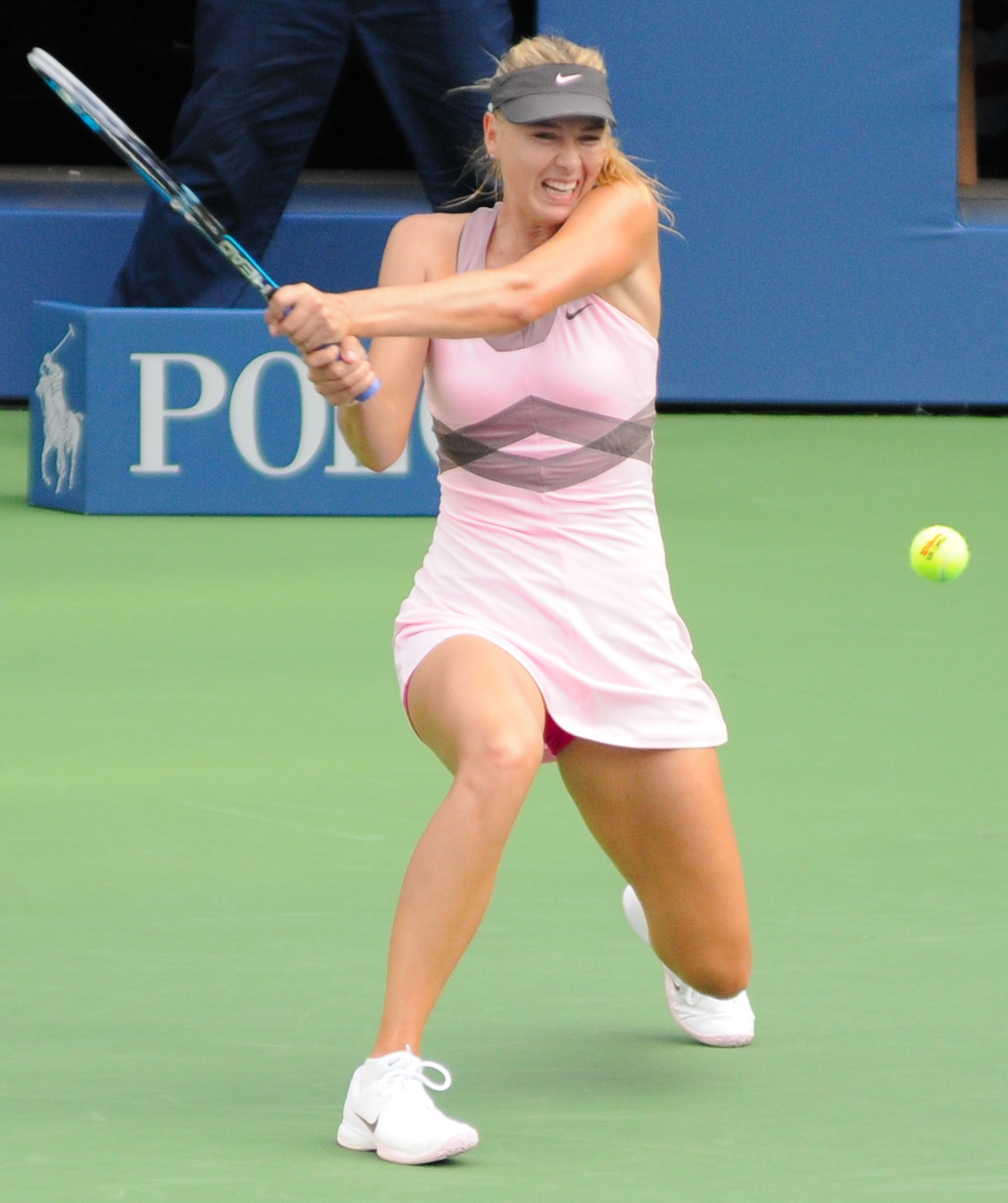
Maria Sharapova a réalisé le Grand Chelem en carrière.

Maria Sharapova a commencé l'année par une finale à l'Open d'Australie. Durant cette saison, Maria perdra pas moins de six finales. Toutefois, cette saison est marquée par son Grand Chelem en carrière. En effet, Maria remporte Roland-Garros et grâce à cette victoire entre dans l'histoire du tennis et redevient numéro 1 mondiale pour quelques semaines. Aux JO, Maria repart avec la médaille d'argent. Au total, la joueuse russe a gagné 3 tournois : Stuttgart, Roland-Garros et Rome.

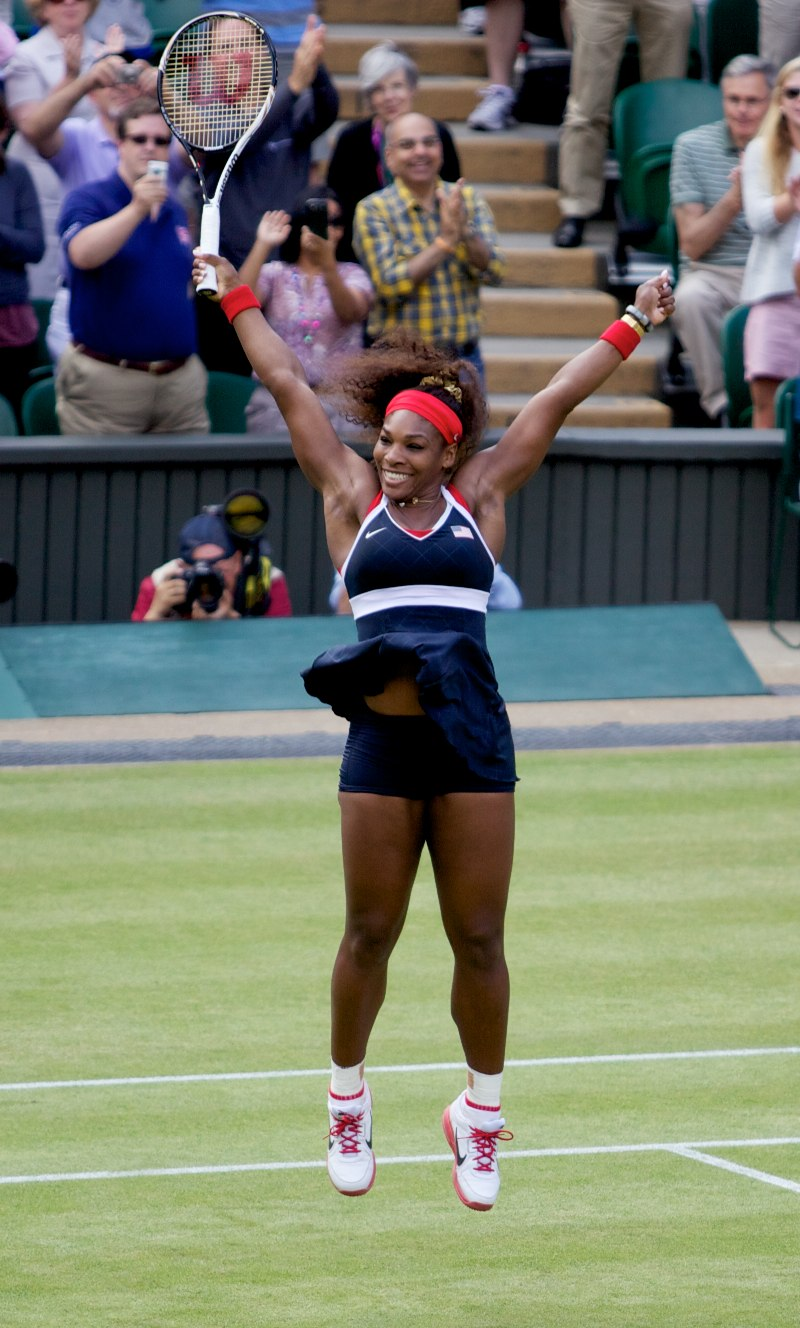
Serena Williams gagne 2 Grand Chelem.

Serena Williams a connu un début de saison parsemé de blessures. La saison de terre battue lui adjuge ses deux premiers titres de la saison : Charleston et Madrid. À Roland-Garros, Serena est éliminée pour la première fois au premier tour d'un Grand Chelem. C'est durant l'été que la joueuse américaine retrouve son plus haut niveau. En effet, elle remporte successivement Wimbledon, Stanford et les JO. Serena remporte son quinzième Grand Chelem à l'US Open.

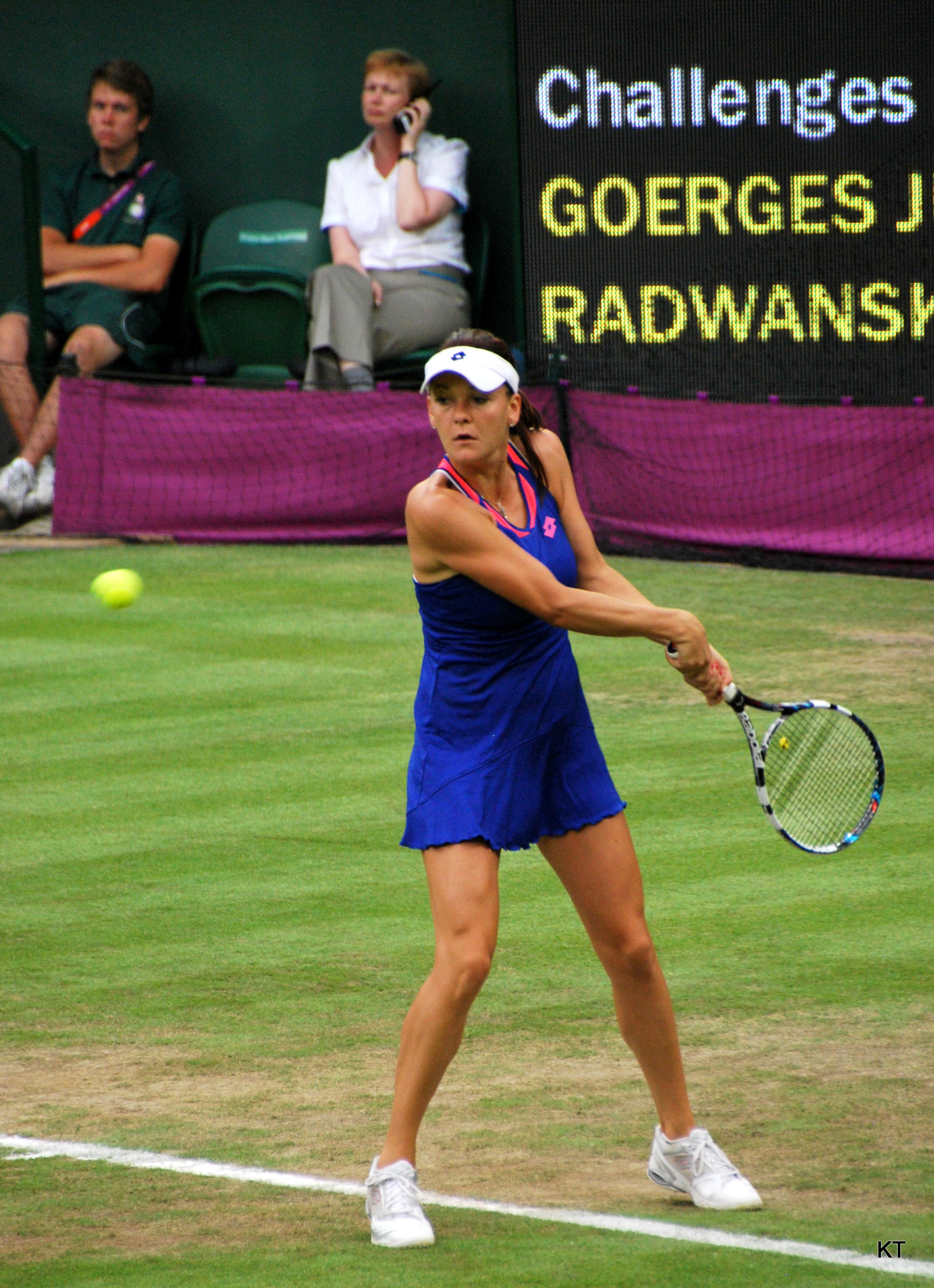
Agnieszka Radwańska atteint la finale de Wimbledon.

Agnieszka Radwańska exécute la meilleure saison de sa carrière. Après trois titres : Dubaï, Miami et Bruxelles, la joueuse polonaise atteint notamment la finale de Wimbledon, ce qui constitue son meilleur résultat en Grand Chelem. En juillet, Agnieszka devient numéro 2 mondiale, place qu'elle conservera quelques semaines.

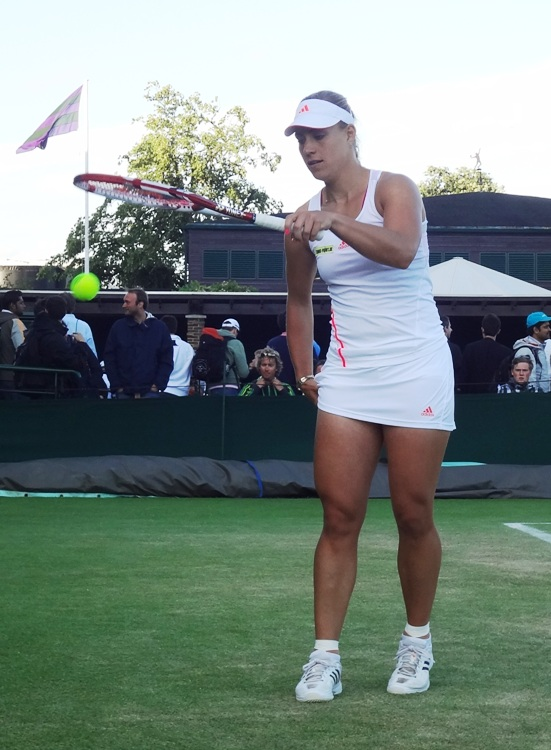

Angelique Kerber remporte son premier titre à Paris. Elle enlève également le tournoi de Copenhague. Durant cette saison, Angelique a fait évoluer son tennis. Elle atteint son meilleur classement (cinquième mondiale) et ses meilleures performances en Grand Chelem. En effet, elle va jusqu'en 1/4 de finale à Roland-Garros et en 1/2 à Wimbledon, stade de la compétition qu'elle avait déjà atteint l'an passé, à l'Us Open, tournoi de sa révélation.

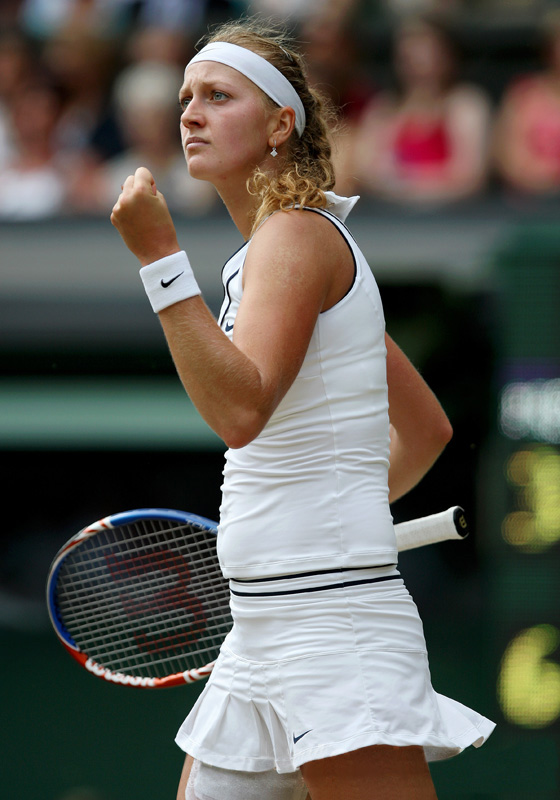
Petra Kvitová atteint deux demi-finales en Grand Chelem.

 2012 était une année de confirmation pour Petra Kvitová. Elle commence l'année par une victoire à la Coupe Hopman avec son compatriote Tomáš Berdych. Cette saison est un peu décevante par rapport à ce que la joueuse tchèque avait montré en fin de saison dernière. En effet, elle ne signe que deux titres : Montréal et New Haven. Au niveau des tournois majeurs, elle atteint les demies de l'Open d'Australie et de Roland-Garros ainsi qu'un 1/4 de finale à Wimbledon (tournoi qu'elle avait remporté en 2011), et les huitièmes à l'US Open, où elle est éliminée par la française Marion Bartoli, non sans avoir gagné le premier set 6-1.

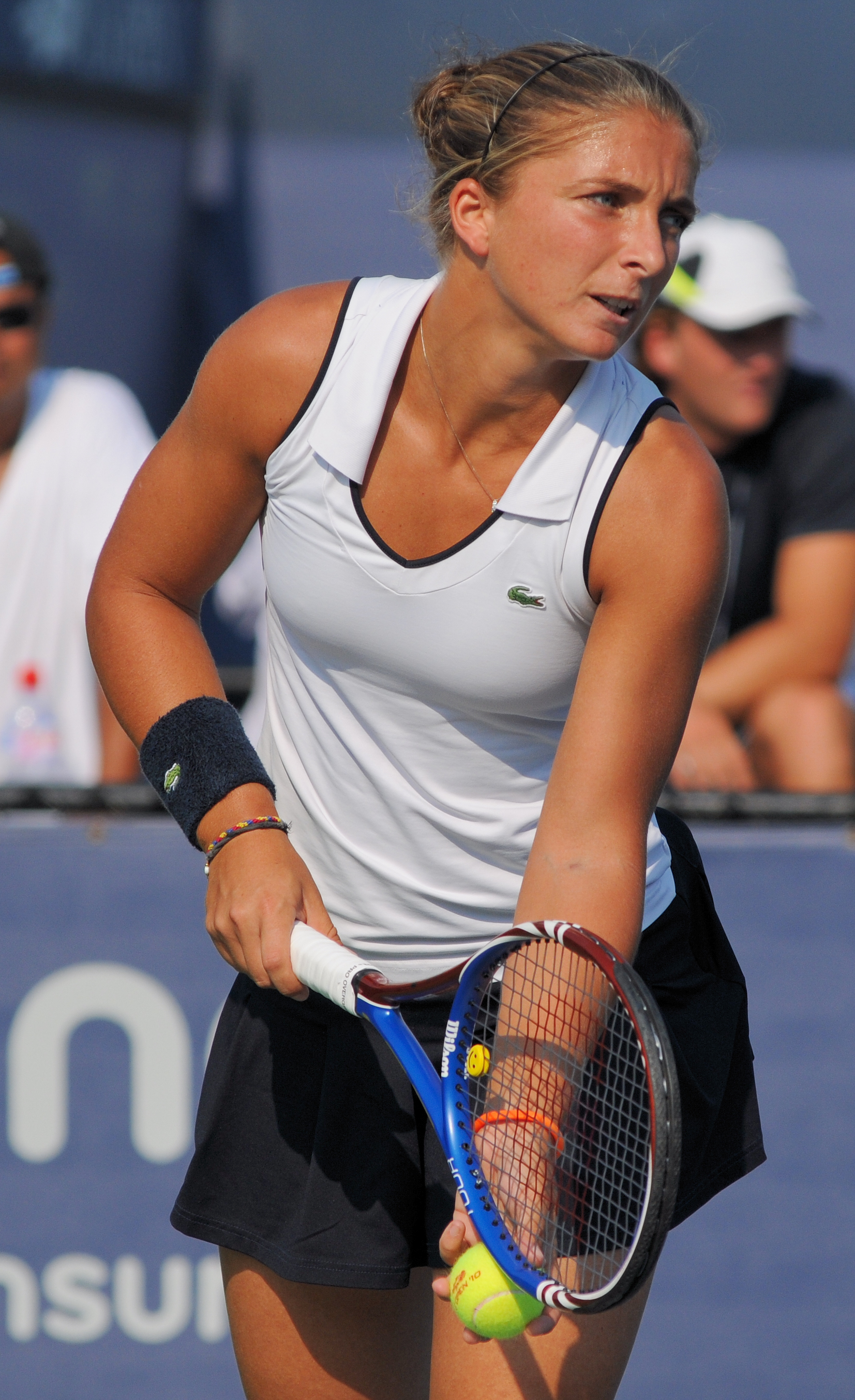
Sara Errani s'immisce en finale de Roland-Garros.

Sara Errani est sans conteste l'une des meilleures joueuses de la saison. C'est probablement celle qui a le plus évolué. Elle remporte notamment quatre titres : Acapulco, Barcelone, Budapest et Palerme, tous joués sur terre. À Roland-Garros, Sara crée la surprise en s'immisçant jusqu'en finale. Auparavant, elle avait atteint les quarts de finale de l'Open d'Australie. À l'US Open, elle se faufile en demi-finale. C'est la meilleure saison de sa carrière en double, où elle finit l'année à la première place mondiale, avec sa compatriote Roberta Vinci.

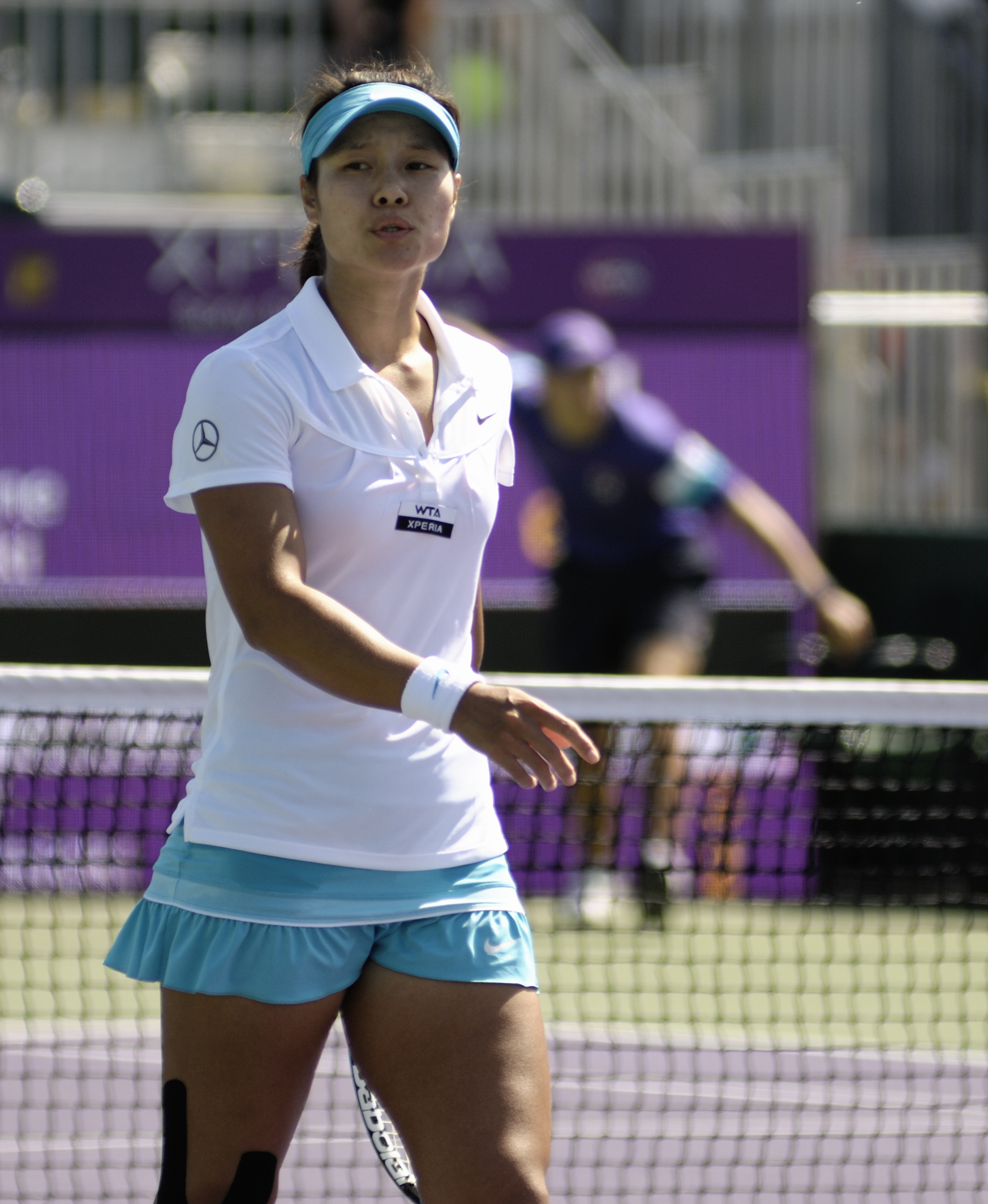
Li Na gagne Cincinnati.

Li Na ne remporte qu'un tournoi sur la saison, celui de Cincinnati. Toutefois, elle atteint trois autres finales perdues face à Victoria Azarenka, Maria Sharapova et Petra Kvitová, toutes les trois en 3 sets. Au niveau des tournois majeurs, la joueuse chinoise, popularisée l'an dernier, n'atteint qu'au mieux les huitièmes de finale (Open d'Australie, Roland-Garros).

### Remplaçantes
| 1. Samantha Stosur (Poules, remplace Petra Kvitová) | 1. Marion Bartoli |

## Résultats en simple

### Groupe I (rouge)
| # | Vainqueur         | Adversaire        | Score            |
| 1 | Serena Williams   | Angelique Kerber  | 6-4, 6-1         |
| 2 | Serena Williams   | Li Na             | 7-62, 6-3        |
| 3 | Victoria Azarenka | Angelique Kerber  | 6-711, 7-62, 6-4 |
| 4 | Li Na             | Angelique Kerber  | 6-4, 6-3         |
| 5 | Serena Williams   | Victoria Azarenka | 6-4, 6-4         |
| 6 | Victoria Azarenka | Li Na             | 7-64, 6-3        |

| # | N°  | Joueuse           | Matchs gagnés-perdus | Sets gagnés-perdus |
| 1 | (3) | Serena Williams   | 3-0                  | 6-0                |
| 2 | (1) | Victoria Azarenka | 2-1                  | 4-3                |
| 3 | (8) | Li Na             | 1-2                  | 2-4                |
| 4 | (5) | Angelique Kerber  | 0-3                  | 1-6                |

### Groupe II (blanc)
| # | Vainqueur           | Adversaire          | Score          |
| 1 | Agnieszka Radwańska | Petra Kvitová       | 6-3, 6-2       |
| 2 | Maria Sharapova     | Sara Errani         | 6-3, 6-2       |
| 3 | Maria Sharapova     | Agnieszka Radwańska | 5-7, 7-5, 7-5  |
| 4 | Sara Errani         | Samantha Stosur     | 6-3, 2-6, 6-0  |
| 5 | Agnieszka Radwańska | Sara Errani         | 6-76, 7-5, 6-4 |
| 6 | Maria Sharapova     | Samantha Stosur     | 6-0, 6-3       |

| # | N°  | Joueuse             | Matchs gagnés-perdus | Sets gagnés-perdus |
| 1 | (2) | Maria Sharapova     | 3-0                  | 6-1                |
| 2 | (4) | Agnieszka Radwańska | 2-1                  | 5-3                |
| 3 | (7) | Sara Errani         | 1-2                  | 3-5                |
| 4 | (9) | Samantha Stosur     | 0-2                  | 1-4                |
| 5 | (6) | Petra Kvitová       | 0-1                  | 0-2                |

### Tableau final
|  |                     |            |                 |            |                 |     |   |        |        |        |        |        |
|  | 1/2 finale          | 1/2 finale | 1/2 finale      | 1/2 finale | 1/2 finale      |     |   | Finale | Finale | Finale | Finale | Finale |
|  |                     |            | 1 h 01          |            |                 |     |   |        |        |        |        |        |
|  |                     |            |                 |            |                 |     |   |        |        |        |        |        |
|  | Serena Williams     | (3)        | 6               | 6          |                 |     |   |        |        |        |        |        |
|  | Serena Williams     | (3)        | 6               | 6          | 1 h 29          |     |   |        |        |        |        |        |
|  | Agnieszka Radwańska | (4)        | 2               | 1          |                 |     |   |        |        |        |        |        |
|  | Agnieszka Radwańska | (4)        | 2               | 1          | Serena Williams | (3) | 6 | 6      |        |        |        |        |
|  |                     |            | 1 h 36          |            | Serena Williams | (3) | 6 | 6      |        |        |        |        |
|  |                     |            | Maria Sharapova | (2)        | 4               | 3   |   |        |        |        |        |        |
|  | Victoria Azarenka   | (1)        | Maria Sharapova | (2)        | 4               | 3   | 4 | 2      |        |        |        |        |
|  | Victoria Azarenka   | (1)        |                 |            |                 |     | 4 | 2      |        |        |        |        |
|  | Maria Sharapova     | (2)        | 6               | 6          |                 |     |   |        |        |        |        |        |
|  | Maria Sharapova     | (2)        | 6               | 6          |                 |     |   |        |        |        |        |        |

## Résultats en double

### Parcours
| No | Équipe                           | Résultat   | Ultimes adversaires           |
| -- | -------------------------------- | ---------- | ----------------------------- |
| 1  | Sara Errani Roberta Vinci        | 1/2 finale | Maria Kirilenko Nadia Petrova |
| 2  | Andrea Hlaváčková Lucie Hradecká | Finale     | Maria Kirilenko Nadia Petrova |

### Tableau
|  |                                  |                               |                                  |          |          |   |   |        |        |        |        |        |
|  | 1er tour                         | 1er tour                      | 1er tour                         | 1er tour | 1er tour |   |   | Finale | Finale | Finale | Finale | Finale |
|  |                                  |                               |                                  |          |          |   |   |        |        |        |        |        |
|  |                                  |                               |                                  |          |          |   |   |        |        |        |        |        |
|  | Sara Errani Roberta Vinci        | (1)                           | 6                                | 3        | 4        |   |   |        |        |        |        |        |
|  | Sara Errani Roberta Vinci        | (1)                           | 6                                | 3        | 4        |   |   |        |        |        |        |        |
|  | Maria Kirilenko Nadia Petrova    |                               | 1                                | 6        | 10       |   |   |        |        |        |        |        |
|  | Maria Kirilenko Nadia Petrova    | Maria Kirilenko Nadia Petrova | 1                                | 6        | 10       |   | 6 | 6      |        |        |        |        |
|  |                                  |                               |                                  |          |          |   | 6 | 6      |        |        |        |        |
|  |                                  |                               | Andrea Hlaváčková Lucie Hradecká | (2)      | 1        | 4 |   |        |        |        |        |        |
|  | Liezel Huber Lisa Raymond        |                               | Andrea Hlaváčková Lucie Hradecká | (2)      | 1        | 4 | 6 | 1      |        |        |        |        |
|  | Liezel Huber Lisa Raymond        |                               |                                  |          |          |   | 6 | 1      |        |        |        |        |
|  | Andrea Hlaváčková Lucie Hradecká | (2)                           | 7                                | 6        |          |   |   |        |        |        |        |        |
|  | Andrea Hlaváčková Lucie Hradecká | (2)                           | 7                                | 6        |          |   |   |        |        |        |        |        |